# Wiktor Wassiljewitsch Nikiforow
Wiktor Wassiljewitsch Nikiforow (russisch Виктор Васильевич Никифоров; * 4. Dezember 1931 in Moskau, Russische SFSR; † 4. März 1989 ebenda) war ein russischer Eishockeyspieler und -trainer.

## Karriere
Wiktor Nikiforow begann seine Karriere 1945 im Nachwuchs des HK Spartak Moskau. Im Alter von 18 Jahren debütierte er für die Herrenmannschaft des Vereins, für die er bis 1951 spielte. Danach kam er über den HK ZSKA Moskau zu ODO Nowosibirsk, später zu deren Lokalrivalen Dynamo Nowosibirsk. Dort entwickelte er sich zu einem Publikumsliebling, wobei er vor allem durch herausragendes Passspiel und überraschende Sololäufe begeisterte. In der Spielzeit 1953/54 stieg er mit Dynamo in die erste Spielklasse, die damalige Klass A, auf. In der folgenden Spielzeit erzielte er zehn Tore und war damit bester Torschütze von Nowosibirsk. Diese Leistungen verhalfen ihm zu einer Rückkehr nach Moskau, wo er bis 1957 für den HK Dynamo Moskau spielte.
Mit Dynamo belegte Nikiforow 1956 den dritten Platz der Meisterschaft und erreichte das Finale des UdSSR-Pokals. Zu diesen Erfolgen trug Nikiforow sieben Tore bei, so dass er in den Kader für die Olympischen Winterspiele 1956 berufen wurde. Dort war er mit 24 Jahren der zweitjüngste Spieler.
1957 kehrte Nikiforow zu seinem ersten Verein, Spartak, zurück, für den er bis zu seinem Karriereende spielte. Aufgrund vieler Verletzungen absolvierte er nur wenige Spiele, so erzielte er in der Saison 1958/59 nur drei Tore. Daher entschloss er sich 1960, im Alter von 29 Jahren, seine Karriere zu beenden. Insgesamt erzielte er 75 Tore in 121 Spielen in der sowjetischen Liga.
Nach seinem Karriereende arbeitete er als Eishockeytrainer und wurde aufgrund von Alkoholmissbrauch zum damaligen Zweitligisten Metallurg Nowokusnezk strafversetzt.

### International
Wiktor Nikiforow wurde 1955 in das Team der sowjetischen Eishockeynationalmannschaft berufen. Am 8. Dezember 1955 stand er in einem Spiel gegen Schweden zum ersten Mal für die Sbornaja auf dem Eis. Seine internationale Karriere wurde mit der Goldmedaille bei den Olympischen Winterspielen 1956 gekrönt. Am 29. Januar 1956 bestritt er sein letztes Länderspiel, was gleichzeitig das Olympiafinale war, da er aufgrund seines Alkoholkrankheit aus der Nationalmannschaft verbannt wurde. Für die Nationalmannschaft erzielte er 4 Tore in 9 Länderspielen.